# Farovec
Farovec – wieś w Słowenii, w gminie Slovenska Bistrica. W 2018 roku liczyła 48 mieszkańców.